# IUCN

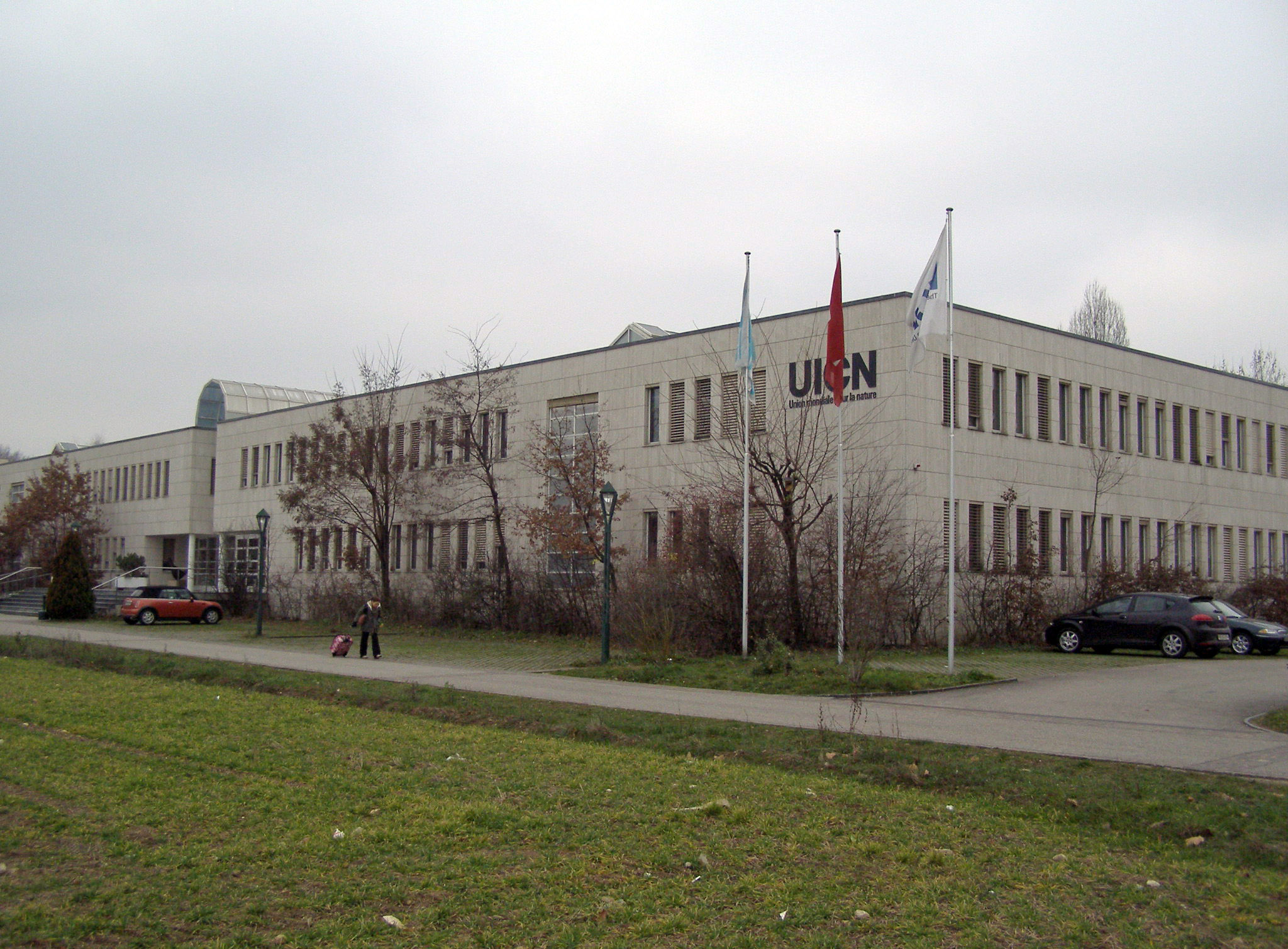
Der Hauptsitz in Gland

Die IUCN (International Union for Conservation of Nature; offiziell International Union for Conservation of Nature and Natural Resources; deutsch Internationale Union zur Bewahrung der Natur), ehemals bezeichnet als Weltnaturschutzunion (1990–2008), ist eine internationale Nichtregierungsorganisation und Dachverband zahlreicher internationaler Regierungs- und Nichtregierungsorganisationen.
Ziel ist die Sensibilisierung der menschlichen Gesellschaften für den Natur- und Artenschutz und diese so zu beeinflussen, dass eine nachhaltige und schonende Nutzung der natürlichen Ressourcen sichergestellt ist.
Der Verein erstellt unter anderem die Rote Liste gefährdeter Arten und kategorisiert Schutzgebiete mittels der World Commission on Protected Areas (‚Weltkommission für Schutzgebiete‘). Zudem publiziert die IUCN zahlreiche Positionspapiere zu Fragen des Umwelt- und Naturschutzes und entwickelt internationale Standards, wie z. B. den Standard zur Identifikation von Key Biodiversity Areas (‚Schlüsselgebiete der biologischen Vielfalt‘). Sie hat Beobachterstatus bei der UN-Vollversammlung.

## Geschichte
Die IUCN wurde am 5. Oktober 1948 nach einer internationalen Konferenz in Fontainebleau, Frankreich als International Union for the Protection of Nature (IUPN) gegründet. Die Initiative zur Gründung ging vom damaligen ersten Generaldirektor der UNESCO, dem britischen Biologen Julian Huxley aus. Bei ihrer Gründung war die IUPN die einzige internationale Organisation, die sich dem gesamten Spektrum des Naturschutzes widmete. 1956 änderte sie ihren Namen in International Union for Conservation of Nature and Natural Resources (IUCN), welcher heute zwar rechtlich immer noch gültig ist, aber selbst von der IUCN offiziell nur noch in der verkürzten Form International Union for Conservation of Nature verwendet wird. Zwischen 1990 und 2008 wurde auch der Name World Conservation Union verwendet.
Der Haupt-Sitz der IUCN befindet sich in Gland in der Schweiz.

## Mitglieder
Die Mitglieder der IUCN sind staatliche Ministerien und Regierungsbehörden, internationale Nichtregierungsorganisationen, nationale Nichtregierungsorganisationen und Organisationen indigener Völker. Zurzeit hat die IUCN über 1.400 Mitglieder aus über 170 Ländern, welche sich zusammensetzen aus:
- 92 staatliche Mitglieder (in der Regel Ministerien, jedoch nicht der Staat selbst wie bei den Vereinten Nationen; darunter die jeweiligen Ministerien der Staaten der Europäischen Union, das Außenministerium der Vereinigten Staaten, das Umweltministerium von Russland und das Außenministerium der Volksrepublik China),
- 121 Mitglieder aus Regierungsorganisationen, wie z. B. dem deutschen Bundesamt für Naturschutz,
- 106 Mitglieder aus internationalen Nichtregierungsorganisationen,
- 1107 Mitglieder aus nationalen Nichtregierungsorganisationen,
- 52 Mitglieder aus angeschlossenen Organisationen (Affiliates),
- 23 Mitglieder von Organisationen indigener Völker.

### Nationale Mitglieder in Deutschland
Laut Mitgliederdatenbank der IUCN sind aus Deutschland Mitglied:
- als staatliches Mitglied:
  - Bundesministerium für Umwelt, Naturschutz, nukleare Sicherheit und Verbraucherschutz
- als Regierungsorganisation:
  - Bundesamt für Naturschutz
  - Deutsche Gesellschaft für Internationale Zusammenarbeit
- als internationale Nichtregierungsorganisation:
  - Ecologic Institute
  - EuroNatur – Stiftung Europäisches Naturerbe
  - Föderation Europarc
  - Global Nature Fund
  - ICLEI – Local Governments for Sustainability
  - SEH-Societas Europaea Herpetologica – die europäische Herpetologenvereinigung
  - SAVE Foundation
  - VDZ-Verband der Zoologischen Gärten
- als nationale Nichtregierungsorganisation:
  - Bund Naturschutz in Bayern
  - Deutscher Angelfischerverband
  - Deutscher Jagdverband
  - Deutscher Naturschutzring
  - Naturschutzbund Deutschland
  - Sharkproject Germany e. V.
  - Wilhelma, Zoologisch-Botanischer Garten Stuttgart
  - WWF Deutschland
  - Zoo Berlin
  - Zoo Leipzig
  - Zoologische Gesellschaft Frankfurt
  - Zoologische Gesellschaft für Arten- und Populationsschutz[12]
  - Zoologischer Garten Köln
- als angeschlossene Organisation:
  - Bayerische Akademie für Naturschutz und Landschaftspflege

### Nationale Mitglieder in Österreich
Laut Mitgliederdatenbank der IUCN sind aus Österreich Mitglied:
- als Regierungsorganisation:
  - Bundesministerium für Land- und Forstwirtschaft, Umwelt und Wasserwirtschaft
- als nationale Nichtregierungsorganisation:
  - Nationalpark Hohe Tauern
  - Naturschutzbund Österreich
  - Sharkproject Austria
  - Umweltdachverband
  - Wiener Tiergarten Schönbrunn
  - WWF Österreich

### Nationale Mitglieder in der Schweiz
Laut Mitgliederdatenbank der IUCN sind aus der Schweiz Mitglied:
- als staatliches Mitglied:
  - Bundesamt für Umwelt BAFU
- als internationale Nichtregierungsorganisation:
  - European Association of Zoo and Wildlife Veterinarians
  - Fondation Internationale du Banc d’Arguin
  - Programme for the Endorsement of Forest Certification Schemes
  - Save Our Seas Foundation
  - World Association of Zoos and Aquariums
  - World Business Council for Sustainable Development
  - World Wide Fund for Nature
- als nationale Nichtregierungsorganisation:
  - Akademie der Naturwissenschaften Schweiz
  - Borneo Tropical Rainforest Foundation
  - European Outdoor Conservation Association
  - Helvetas Swiss Intercooperation
  - Nos Oiseaux
  - Pro Natura
  - Schweizer Vogelschutz
  - WWF Schweiz
  - Zooschweiz

## Kommissionen
Neben den oben genannten zahlenden Mitgliedern besteht die Organisation aus einem „Knowledge Network“ von circa 16.000 freiwilligen Mitgliedern weltweit, die in sechs Kommissionen und 10 Regionalkomitees organisiert sind. Die größte Kommission ist die Species Survival Commission (SSC) mit mehr als 10.000 Mitgliedern. Die Mitglieder der Kommissionen sind meist in „Specialist Groups“ oder „Task Forces“ organisiert. Diese können taxonomisch („Amphibian Specialist Group“), geographisch („Arctic Plant Specialist Group“) oder thematisch („Conservation Planning Specialist Group“) ausgerichtet sein. Sie beraten das IUCN-Sekretariat und die IUCN-Mitglieder, führen Rote-Liste-Bewertungen durch, erarbeiten Naturschutzstrategien für gefährdete Arten, implementieren diese und betreiben Öffentlichkeitsarbeit.
- CEC – Kommission für Bildung und Kommunikation (engl.: Commission on Education and Communication)
- CEM – Kommission für Ökosystemmanagement (engl.: Commission on Ecosystem Management)
- CEESP – Kommission für Umwelt-, Wirtschafts- und Sozialpolitik (engl.: Commission on Environmental, Economic and Social Policy)
- SSC – Kommission zur Erhaltung der Artenvielfalt (engl.: Species Survival Commission)
- WCEL – Weltkommission für Umweltrecht (engl.: World Commission on Environmental Law)
- WCPA – Weltkommission für Schutzgebiete (engl.: World Commission on Protected Areas)

## Aufgaben und Tätigkeiten

### Kongresse
Seit 1948 kommen die Mitglieder regelmäßig zu einer Generalversammlung zusammen, die seit 1994 als World Conservation Congress (‚Weltnaturschutzkongress‘) veranstaltet wird. Aktuell findet die Konferenz alle vier Jahre statt, zuletzt im Jahr 2016 auf Hawaii, Vereinigte Staaten. An der Konferenz nahmen rund 10.000 Vertreter von Behörden und NGOs aus fast allen Ländern der Erde teil. Im Mittelpunkt stand 2016 die Situation der Elefanten weltweit. Der folgende Kongress war für 2020 geplant, musste jedoch wegen der COVID-19-Pandemie auf 2021 verschoben werden;. Er fand vom 3. bis 11. September 2021 in Marseille statt. Berichtet wurde von der Höherstufung des Komodowarans und der leichten Erholung bei einigen Thunfischarten, etwa beim Roten Thun, wenn auch nicht für alle Populationen, so Bruno Oberle. Während des Kongresses werden zahlreiche Resolutionen verabschiedet, die Arbeitsschwerpunkte der IUCN und ihrer Mitglieder für die nächsten vier Jahre bestimmen. Auf dem Kongress in Marseille im September 2021 wurden etwa 39 Resolutionen beschlossen, darunter das Marseille-Manifest und ein Aufruf, das Amazonasgebiet bis zum Jahr 2025 zu 80 % unter Schutz zu stellen.
Die IUCN führt seit 1962 etwa alle zehn Jahre den World Parks Congress (‚Weltparkkongress‘) durch, bei dem Strategien zum Schutz der Natur in Schutzgebieten festgelegt werden. Zuletzt fand der sechste World Parks Congress im November 2014 in Sydney, Australien statt.

### Gefährdungsstufen nach der Roten Liste

Die Gefährdungsstufen gemäß IUCN:
EX Extinct (nur ab 1500) (ausgestorben)
EW Extinct in the Wild (in der Natur ausgestorben)
CR Critically Endangered (vom Aussterben bedroht)
EN Endangered (stark gefährdet)
VU Vulnerable (gefährdet)
NT Near Threatened (potenziell gefährdet)
LC Least Concern (nicht gefährdet)
RE Regionally Extinct (regional oder national ausgestorben)
DD Data Deficient (ungenügende Datengrundlage)
NE Not Evaluated (nicht beurteilt)

Seit 1964 führt die IUCN die internationale Rote Liste gefährdeter Tier- und Pflanzenarten. Sie unterscheidet die nebenstehenden Gefährdungsstufen. Hierbei werden sowohl gefährdete, als auch nicht gefährdete Arten einer Bewertung unterzogen.
Der Gefährdungsstatus aller Vögel, Säugetiere und Amphibien wurde beurteilt, während dies bisher bei nur 18.000 (von den ca. 1,4 Millionen beschriebenen) Arten wirbelloser Tiere geschehen ist. Einer der Gefährdungsstufen – verletzlich, stark gefährdet oder vom Aussterben bedroht – waren im Jahr 2017 8170 Wirbeltiere, 4553 wirbellose Tiere und 11.674 Pflanzen zugeordnet. Insgesamt galten 24.440 Tier- und Pflanzenarten als bedroht.
Rote-Liste-Bewertungen folgen strikten wissenschaftlichen Kriterien, die seit dem Jahr 2001 gültig sind. Sie werden von Experten für die betroffene Artengruppe erstellt und nach dem Peer-Review-Verfahren begutachtet, bevor sie in einer Online-Datenbank publiziert werden. Für die meisten Artengruppen sind die Spezialistengruppen der Species Survival Commission verantwortlich. Die Vogelschutzorganisation BirdLife International erstellt im Auftrag der IUCN die Rote Liste gefährdeter Arten der Vögel.

### Kategorisierung von Schutzgebieten
Die IUCN verwendet ein 1978 eingeführtes System, das IUCN Protected Areas Categories System, in dem Schutzgebiete weltweit vergleichbar kategorisiert werden. Es stellt keine Hierarchie dar, sondern eine Klassifizierung des Schutzzieles und des Managements.
Daneben gibt es auch weitere, modernere Konzepte von Schutzgebieten, an deren Entwicklung die IUCN mitarbeitet, so etwa die Lichtschutzgebiete (Dark sky places, DSP) als Kategorien der Schutzgebiete vor Lichtverschmutzung. Betreut wird diese Agenda von der IUCN Dark Skies Advisory Group (DSAG, seit 2009).
Die IUCN ist Mitinitiator der World Database on Protected Areas (WDPA), der umfassendsten Datenbank aller terrestrischen und marinen Schutzgebiete auf der Erde. Als gemeinsames Projekt des United Nations Environment Programme (UNEP) und der IUCN wird die Datenbank vom UNEP World Conservation Monitoring Centre (UNEP-WCMC) gemanagt. Die Seite ProtectedPlanet.net ist das frei zugängliche online interface für die WDPA.

### Umweltrechtsprogramm
Das Umweltrechtsprogramm (ELP) ist ein wichtiges Programm der IUCN. Es wird ausgeführt durch die gemeinsamen Bemühungen der Weltkommission für Umweltrecht (WCEL), dem IUCN Umweltrechtszentrum, einem weltweiten Netzwerk von ca. 950 Umweltrechtsspezialisten aus mehr als 130 Ländern und dem IUCN Environmental Law Centre (ELC), welches 1970 in Bonn eröffnet wurde und zurzeit mehr als 15 rechts-, politik- und informationswissenschaftliche Arbeitskräfte beschäftigt. Im Februar 1999 bezog das ELC mit etwa 30 Mitarbeitern eine bundeseigene Liegenschaft im Bonner Ortsteil Plittersdorf, Godesberger Allee 108–112.
Das ELP umfasst eine Reihe von Aktivitäten auf der nationalen, regionalen und globalen Ebene, die Entscheidungsträger mit Informationen, rechtlichen Analysen, Beratung, Gesetzentwürfen, und der Ausbildung und Kapazitätsbildung dient. Das Umweltrechtsprogramm ist auch ein Forum zum Austausch von Informationen und Erfahrungen zwischen Regierungen, nichtstaatlichen Organisationen und Anderen.
Leiter des ELP und Direktor des Umweltrechtszentrums in Bonn ist Alejandro O. Iza, Vorsitzender der Weltkommission für Umweltrecht ist Antonio H. Benjamin.

### Weitere Projekte
Die IUCN berät das Welterbekomitee in allen Belangen des Naturschutzes. Bevor Stätten zum Weltnaturerbe der UNESCO erklärt werden, evaluiert sie den Vorschlag. Auf diesem Gutachten basiert das Welterbekomitee dann seine Entscheidung. Für alle Stätten des Weltnaturerbes unterhält die IUCN zudem ein Monitoring und gibt regelmäßige Berichte zum Stand der Erhaltung ab.
Das Brüsseler Regional-Büro der IUCN für Europa koordiniert seit 2004 die Aktivitäten rund um das Grüne Band Europa, ein Projekt zur Schaffung eines Biotopenverbundes entlang des ehemaligen Eisernen Vorhangs, sowie die Erstellung Europäischer Roter Listen.
Im Jahr 2000 gab die Invasive Species Specialist Group (ISSG) der IUCN Species Survival Commission erstmals eine Liste mit dem Titel 100 of the World’s Worst Invasive Alien Species mit 100 als besonders problematisch angesehenen invasiven Arten heraus.
Eine andere Arbeitsgruppe der IUCN ist die aus der früheren Wolf Specialist group der IUCN hervorgegangene Large Carnivore Initiative for Europe.
Die IUCN engagiert sich seit 2005 für einen minimalen Energieverbrauch und kohlenstofffreies Bauen, indem sie energiesparende Materialien einsetzt, die von Jean-Luc Sandoz in den Fußstapfen von Julius Natterer an der EPFL entwickelt wurden.
Im Jahr 2011 wurde die sogenannte Bonn Challenge zur Wiederherstellung entwaldeter und erodierter Flächen gestartet.

## Führungs-Gremium und Personen
Der Weltnaturschutzkongress (Mitgliederversammlung) ist das höchste Entscheidungsgremium der IUCN, er tritt alle 4 Jahre zusammen und wählt den Rat, einschließlich des Präsidenten und billigt das Arbeitsprogramm der IUCN für die nächsten vier Jahre sowie den Haushalt. Der IUCN-Rat ist das wichtigste Leitungsgremium der IUCN, er gibt die strategischen Richtlinien für die Aktivitäten der Union vor, erörtert spezifische politische Fragen und gibt Leitlinien für die Finanzierung und die Mitgliederentwicklung vor.

### Präsidenten der IUCN
Als IUCN-Präsidenten fungierten führende Wissenschaftler aus verschiedenen akademischen Disziplinen wie Botanik, Zoologie, Genetik, Recht, Psychologie, Politik, Physik und Mathematik:
- 1948–1954: Charles J. Bernard,
- 1954–1958: Roger Heim,
- 1958–1963: Jean Georges Baer,
- 1963–1966: François Bourlière,
- 1966–1972: Harold Jefferson Coolidge Jr.,
- 1972–1978: Donald J. Kuenen,
- 1978–1984: Mohamed Kassas,
- 1984–1990: M. S. Swaminathan,
- 1991–1994: Shridath Ramphal,
- 1994–1996: Jay D. Hair,
- 1996–2004: Yolanda Kakabadse,
- 2004–2008: Mohammed Valli Moosa,
- 2008–2012: Ashok Khosla,
- 2012–2021: Zhang Xinsheng,
- seit 2021: Razan Khalifa Al Mubarak,

Vizepräsident war von 1960 bis 1969 Luc Hoffmann, Gründungsmitglied des WWF und Gründer der MAVA-Stiftung.

### Generaldirektoren der IUCN
Der Rat der IUCN ernennt einen Generaldirektor oder bestätigt diesen, der für die Gesamtleitung der IUCN und die Führung des Sekretariats verantwortlich ist.
- 1948–1955 – Jean Paul Harroy,
- 1955–1958 – Tracy Philipps,
- 1959–1960 – M.C. Bloemers,
- 1961–1962 – Gerald Watterson,
- 1963–1966 – Sir Hugh Elliott,
- 1966–1970 – Joe Berwick,
- 1970–1976 – Gerardo Budowski,
- 1977–1980 – David Munro,
- 1980–1982 – Lee M. Talbot,
- 1983–1988 – Kenton Miller,
- 1988–1994 – Martin Holdgate,
- 1994–1999 – David McDowell,
- 1999–2001 – Marita Koch-Weser,
- 2001–2006 – Achim Steiner, /
- 2007–2014 – Julia Marton-Lefèvre,
- 2015–2019 – Inger Andersen,
- 2020–2023 – Bruno Oberle,
- seit 2023 – Grethel Aguilar,